# Жозе Аленкар
Жозе Аленкар (порт. José Alencar Gomes da Silva; Муриае, 17. октобар 1931 — Сао Пауло, 29. март 2011) био је потпредседник Бразила од јануара 2003. до јануара 2011. Реизабран је 2006. године. Једно време је служио као министар одбране али је поднео оставку јер није сматрао да је као бизнисмен најподеснији човек за ту функцију. Члан је Републиканске странке.